# Tissa (rei)
Tissa fou rei de Ceilan (Sri Lanka) o Sinhala vers 454 a 437 aC. Va ser proclamat pels seus vuit germans quan (juntament amb ell mateix, novè germà) van donar un cop d'estat i van deposar el germà gran Abhaya (el desè germà).
Abhaya no volia més guerra i va escriure en secret al seu nebot Pandukabhaya amb el qual estava en guerra, oferint-li les terres més enllà del riu amb la condició de no creuar mai el riu. Quan els germans ho van saber es van indignar i van donar un cop d'estat i van deposar Abhaya, proclamant a un dels germans, de nom Tissa.
Pandukabhaya va estar inactiu durant quatre anys però després va decidir portar la lluita al territori dels seus enemics i va fer aliança amb una yakkini de nom Cetiya, vídua d'un gran guerrer yakkha, que era una gran estratega i molt influent al districte de les muntanyes Dhamma- rakka on Pandukabhaya tenia els seus seguidors que formaven un petit exèrcit. Pandukabhaya es va dirigir a Arittha però allí es va aturar per set anys, reforçant molt més la seva posició; allí fou atacat pels seus oncles (excepte Abhaya i Girikanda), que van fortificar Nagaraka i el van atacar per tots els costat de la muntanya on estava situat amb la seva aliada Cetiya i les seves forces; Pandukabhaya va enviar una extensa delegació a parlamentar però en realitat era un estratagema i quan els enemics es van confiar va atacar sobtadament igual que va fer la delegació, i entre dues forces foren completament derrotats. Tots els oncles van morir en aquesta batalla coneguda com a batalla de Labugama. El Mahavansa des de aquest moment considera a Pandukabhaya com el nou rei.